# Ryków (rejon turczański)
Ryków (ukr. Риків) – wieś na Ukrainie, w obwodzie lwowskim, w rejonie samborskim (wcześniej w rejonie turczańskim). Liczy około 210 mieszkańców. Pierwsze wzmianki o wsi pochodzą z 1654.
W 1921 liczyła około 245 mieszkańców. Przed II wojną światową w granicach Polski, wchodziła w skład powiatu turczańskiego.

## Ważniejsze obiekty
- Cerkiew greckokatolicka